# Честер (Південна Кароліна)
Честер (англ. Chester) — місто (англ. city) в США, в окрузі Честер штату Південна Кароліна. Населення — 5269 осіб (2020).

## Географія
Честер розташований за координатами 34°42′18″ пн. ш. 81°12′48″ зх. д. / 34.70500° пн. ш. 81.21333° зх. д. (34.704996, -81.213415).  За даними Бюро перепису населення США в 2010 році місто мало площу 8,46 км², уся площа — суходіл.

### Клімат
| Клімат : Честер         | Клімат : Честер | Клімат : Честер | Клімат : Честер | Клімат : Честер | Клімат : Честер | Клімат : Честер | Клімат : Честер | Клімат : Честер | Клімат : Честер | Клімат : Честер | Клімат : Честер | Клімат : Честер | Клімат : Честер |
| Показник                | Січ.            | Лют.            | Бер.            | Квіт.           | Трав.           | Черв.           | Лип.            | Серп.           | Вер.            | Жовт.           | Лист.           | Груд.           | Рік             |
| Абсолютний максимум, °C | 27,8            | 28,3            | 31,1            | 35,6            | 38,9            | 40,6            | 41,1            | 41,1            | 40,6            | 37,8            | 32,2            | 26,7            | 41,1            |
| Середній максимум, °C   | 11,2            | 13,6            | 18,2            | 23,1            | 27,1            | 30,8            | 32,5            | 31,6            | 28,3            | 23,0            | 17,9            | 12,4            | 22,5            |
| Середній мінімум, °C    | −1,7            | −0,3            | 3,3             | 7,6             | 13,1            | 18,3            | 20,4            | 19,9            | 15,9            | 8,9             | 3,6             | −0,7            | 9,1             |
| Абсолютний мінімум, °C  | −19,4           | −18,3           | −15,6           | −6,1            | −2,2            | 3,3             | 10,0            | 8,3             | 2,8             | −8,9            | −12,8           | −20,6           | −20,6           |
| Норма опадів, мм        | 105             | 96              | 106             | 86              | 76              | 111             | 102             | 123             | 93              | 85              | 88              | 91              | 1162            |
| ----------------------- | --------------- | --------------- | --------------- | --------------- | --------------- | --------------- | --------------- | --------------- | --------------- | --------------- | --------------- | --------------- | --------------- |
| Джерело: NOAA           |                 |                 |                 |                 |                 |                 |                 |                 |                 |                 |                 |                 |                 |

## Демографія
Згідно з переписом 2010 року, у місті мешкало 5607 осіб у 2172 домогосподарствах у складі 1433 родин. Густота населення становила 663 особи/км².  Було 2596 помешкань (307/км²).
Расовий склад населення:
| - 65,5 % — чорних або афроамериканців - 31,9 % — білих - 0,3 % — корінних американців - 0,2 % — азіатів - 0,1 % — вихідців з тихоокеанських островів |

До двох чи більше рас належало 1,7 %. Частка іспаномовних становила 1,2 % від усіх жителів.
За віковим діапазоном населення розподілялося таким чином: 27,0 % — особи молодші 18 років, 59,4 % — особи у віці 18—64 років, 13,6 % — особи у віці 65 років та старші. Медіана віку мешканця становила 36,4 року. На 100 осіб жіночої статі у місті припадало 91,9 чоловіків;  на 100 жінок у віці від 18 років та старших — 83,6 чоловіків також старших 18 років.
Середній дохід на одне домашнє господарство  становив 36 463 долари США (медіана — 21 003), а середній дохід на одну сім'ю — 46 311 долар (медіана — 27 989). Медіана доходів становила 32 377 доларів для чоловіків та 25 353 долари для жінок. За межею бідності перебувало 41,7 % осіб, у тому числі 65,9 % дітей у віці до 18 років та 23,4 % осіб у віці 65 років та старших.
Цивільне працевлаштоване населення становило 1671 особа. Основні галузі зайнятості: освіта, охорона здоров'я та соціальна допомога — 22,6 %, виробництво — 18,3 %, роздрібна торгівля — 13,8 %.